# Baloutchi
Cet article concerne la langue baloutche. Pour le peuple baloutche, voir Baloutches.
Le baloutchi (autonyme : بلوچی, baločī) est une langue appartenant au groupe iranien de la famille des langues indo-européennes. Il est parlé au Baloutchistan, qui est actuellement divisé entre l'Iran, l'Afghanistan et le Pakistan. Il est parlé également dans une partie du Turkménistan et à Oman.
Le baloutchi est assez éloigné du farsi. Pour comparaison, sa situation ressemble aux différences linguistiques entre le français et l’italien, tous deux issus du latin. Comme le farsi (ou persan), le baloutchi est proche du vieil iranien (ou ancien farsi). Une grande partie du vocabulaire est commune aux deux langues, mais un locuteur du farsi comprendra difficilement un locuteur du baloutchi. 
Une partie importante des locuteurs du baloutchi sont bilingues baloutchi/farsi, en Iran et aussi en Afghanistan et au Pakistan. En Iran, des Baloutches isolés qui vivent depuis de nombreuses générations dans d'autres régions iraniennes ont de plus en plus le farsi comme langue principale.

## Phonologie

### Consonnes
|           | Bilabiale | Dentale | Alvéolaire | Rétroflexe | Palato- alvéolaire | Palatale | Vélaire | Glottale |
| --------- | --------- | ------- | ---------- | ---------- | ------------------ | -------- | ------- | -------- |
| Occlusive | p b       | t d     |            | ʈ ɖ        |                    |          | k ɡ     | ʔ        |
| Affriquée |           |         |            |            | t͡ʃ d͡ʒ              |          |         |          |
| Fricative |           |         | s z        |            | ʃ ʒ                |          |         | h        |
| Battue    |           |         | ɾ          | ɽ          |                    |          |         |          |
| Nasale    | m         |         | n          |            |                    |          |         |          |
| Spirante  | w         |         | l          |            |                    | j        |         |          |

## Écriture
Le baloutchi n’a ni une écriture officielle, ni une écriture standardisée. En Iran et au Pakistan, il s’écrit avec l’écriture ourdou-perso-arabe. Il est aussi écrit avec l’alphabet latin et, au Turkménistan, avec l’alphabet cyrillique.

### Alphabet arabe
| ا | ب | پ | ت | ٹ | ث | ج | چ | ح | خ |
| د | ڈ | ذ | ر | ڑ | ز | ژ | س | ش | ص |
| ض | ط | ظ | ع | غ | ف | ق | ک | گ | ل |
| م | ن | ڻ | و | ہ | ء | ی | ے | ْ  |   |